# 野雞鋪村
野鸡铺村簡稱野鸡铺，是中华人民共和国河北省石家庄市赵县沙河店鎮下辖的行政村，位于赵县城南，距县城约10公里，与柏乡县搭界。该村原为八个小村庄（河南庄、常家庄、侯家庄）组成，因村庄形状似鸡，故取名野鸡铺。
周朝曾在此设棘蒲邑 （赵县前身），明朝设腰铺。相传西汉的冯唐葬于该村村南。有人口约3000人，耕地4401亩。农作物以小麦、玉米为主。